# Hīrvand
Hīrvand (persiska: هیروند) är en ort i Iran.   Den ligger i provinsen Hormozgan, i den södra delen av landet, 1 100 km söder om huvudstaden Teheran. Hīrvand ligger 24 meter över havet och antalet invånare är 141.
Terrängen runt Hīrvand är platt åt nordväst, men åt sydost är den kuperad. Runt Hīrvand är det glesbefolkat, med 11 invånare per kvadratkilometer. Närmaste större samhälle är Gārestāneh, 18,1 km norr om Hīrvand. Trakten runt Hīrvand är ofruktbar med lite eller ingen växtlighet.